# Sarinda armata
Sarinda armata är en spindelart som först beskrevs av George William Peckham och Elizabeth Maria Gifford Peckham 1892.  Sarinda armata ingår i släktet Sarinda och familjen hoppspindlar. Inga underarter finns listade i Catalogue of Life.